# Rhodacanthis
Rhodacanthis is een uitgestorven geslacht van zangvogels uit de vinkachtigen (Fringillidae).

## Soorten
Het geslacht kent de volgende soorten:
- † Rhodacanthis flaviceps – Kleine koavink
- † Rhodacanthis palmeri – Grote koavink